# Licinio Filisetti
Licinio Filisetti (Gromo, 6 aprile 1916 – Bergamo, 29 gennaio 2000) è stato un avvocato e attivista italiano.

## Biografia
Licinio Filisetti, figlio terzogenito di Giovanni Filisetti e Cristina Zucchelli, nacque e Gromo, ma per motivi di studio, durante gli anni del secondo conflitto mondiale, si allontanò dall'alta Val Seriana laureandosi in Giurisprudenza all'Università degli Studi di Milano.
Esercitò la professione di avvocato in Bergamo dal primo dopoguerra. Contemporaneamente si dedicò attivamente alla politica locale lavorando nella direzione della Democrazia Cristiana bergamasca e collaborando con i deputati di Bergamo tra cui i suoi amici Filippo Maria Pandolfi,  Tarcisio Pacati e Giovanni Giavazzi.
Malgrado le sue attività fossero lontane dal paese nativo, Licinio non lo lasciò mai definitivamente, divenendo promotore di diversi eventi culturali tra cui la Penna d'oro in collaborazione con le Sorelle De Marchi e il poeta Giacinto Gambirasio.

In Bergamo venne nominato vicepresidente della Associazione nazionale combattenti e reduci sezione di Bergamo. Negli anni '50 fu tra i promotori del BIM con l'intento di favorire lo sviluppo socio economico della montagna facendo poi parte del direttivo e diventandone presidente nel 1990. Ma fu anche l'ideatore del Tennis Club di Bergamo sport che amava.
Durante il settimo decennio degli anni '900, venne eletto per due mandati sindaco di Gromo; alla sua amministrazione si deve la realizzazione del collegamento viabile dalla frazione Boario alla località Spiazzi di Gromo, non fu certo un periodo facile per Filisetti e la sua amministrazione, non era infatti accettata da tutti questa che doveva essere una miglioria del territorio favorendone lo sviluppo turistico. ma che avrebbe certamente modificato l'aspetto ambientale.
Per la sua disponibilità e professionalità furono molteplici gli incarichi pubblici che ricoprì sia in Bergamo, nel territorio della provincia e nel suo paese natale ottenendo nel 1976 il titolo di Commendatore Ordine al merito della Repubblica Italiana ad opera del Ministero dell'interno della Repubblica Italiana.
A ricordo suo e dei suoi fratelli venne istituito un premio di laura per l'Università degli Studi di Pavia da devolvere agli studenti più meritevoli dell'anno 2015 per le facoltà di medicina e chirurgia.

## Cariche pubbliche
- Sindaco di Gromo dal 1960 al 1970.
- Presidente degli Ospedali Riuniti di Bergamo, carica che ricoprì per un decennio.[4]
- Presidente dell'Istituto Autonomo Case Popolari di Bergamo negli anni '70.
- Consigliere e presidente del Bacino imbrifero montano dal 1990 al 2000.[7]
- Assessore nel consiglio della Provincia di Bergamo e dal 1980 al 1985 vicepresidente.[4]

Contemporaneamente veniva nominato presidente di alcune associazioni di Gromo, come presidente del Corpo Musicale di Gromo. e dello Sci Club Gromo.